# Hospital Saint Bois
El Hospital Saint Bois, llamado también Centro Hospitalario Gustavo Saint Bois, es un centro de salud pública uruguayo gestionado por la Administración de los Servicios de Salud del Estado. Está integrado por un hospital general, el Hospital José Martí y un centro de alojamiento. Fue inaugurado el 18 de noviembre de 1928.

## Historia
La historia del Hospital Saint Bois se remonta a los años de grave ascenso de la tuberculosis, cuando la Asistencia Pública Nacional (APN), en ese entonces la primera administración hospitalaria pública y laica impulsada en el Uruguay Batllista entre 1911 y 1934.  Como forma de abordar la crisis sanitaria que conllevaba la tuberculosis en el país  se creó y construyó una Colonia Sanatorial de Convalecientes en el barrio Villa Colón, ese mismo año también  sería creado el Ministerio de Salud Pública, que absorbió a la Asistencia Pública Nacional. 
En 1942 fue inaugurado el Pabellón Martirene en el predio de la Colonia de Convalecientes, nombrada en honor a quien fuese Director de la Asistencia Pública Nacional entre 1915 y 1934, José Martirené, un cirujano de niños y político salubrista. En el moderno Pabellón Martirene se ubicó el Instituto del Tórax. 
En 1944 el director de este Instituto, el médico tisiólogo y profesor universitario, Pablo Purriel, invitó al Maestro Joaquín Torres García y a sus alumnos a pintar los hoy famosos treinta y cinco murales para amenizar la vida de los enfermos durante su larga internación.
En la década de 1950, ya controlada la situación de tuberculosis en Uruguay y a partir  de la aparición de los antibióticos efectivos contra el bacilo de latuberculosis, ésta comenzó a descender progresivamente, despoblando de pacientes internados paulatinamente en la Colonia de Convalecientes, la cual sería convertida en un Hospital-Sanatorio, siendo durante mucho tiempo un centro de referencia nacional, regional e internacional.
En 2000 el Ministerio de Salud Pública concibió el cierre del Hospital Saint Bois, hecho que fue impedido por la férrea resistencia de los funcionarios - que llegaron a ocupar el Hospital y manteniendo sus servicios a la población - y las fuerzas vivas de los barrios Villa Colón, Lezica, Sayago, Melilla, entre otros. Al tiempo del cambio de orientación política del Gobierno nacional en 2005, el Ministerio de Salud Pública  y la Administración de los Servicios de Salud del Estado crearon el Centro Hospitalario del Norte Gustavo Saint Bois, concibiéndolo como un Hospital General en desarrollo progresivo.
El 29 de noviembre de 2007, como parte de la Operación Milagro realizada por los gobiernos de Cuba y Uruguay, fue creado el Hospital Oftalmológico. El primer y único centro oftalmológico que brinda atención médico quirúrgica en Uruguay. Cuenta con 20 oftalmólogos uruguayos y 8 oftalmólogos cubanos.
El 27 de julio de 2009, se bautizó al Hospital de Ojos del Saint Bois con el nombre "José Martí", en homenaje al poeta y prócer cubano.[cita requerida]
El 14 de octubre de 2011, se superó la cifra de 25 000 cirugías de cataratas, las cuales son totalmente gratuitas para usuarios de la Sanidad Pública, así como para personas jubiladas de bajos ingresos. En octubre de 2014 se llegó a la cifra de 50 000 operaciones. 
Entre 2008 y 2012 fueron realizadas en total 41 000 operaciones de ojos, de las cuales 27 000 correspondieron a cataratas. En 2012, al culminados los tres años de convenio, Cuba planteó al gobierno uruguayo que la cooperación gratuita debía llegar a su fin, el estado pasó a realizar el pago de sus gastos anuales que ascienden a US$ 250 000.
Se han firmado también convenios con Sanidad Policial y la empresa de transporte Unión Cooperativa Obrera del Transporte.

## Actualidad
En la actualidad el Hospital General brinda atención sanitaria de segundo nivel y atención ambulatoria. 
Recibe mensualmente en promedio 12 000 consultas en policlínicas y 3.000 en puerta de emergencia.
Su área de influencia es el noroeste de Montevideo, con una población en el entorno de 100 000 habitantes.

### Servicios
- Internación
- Imagenología
- Medicina General
- Laboratorio Clínico
- Laboratorio de Anatomía Patológica
- Cardiología
- Salud Mental
- Fisiatría y Fisioterapia
- Emergencia
- Ginecología
- Odontología
- Otorrinolaringología
- Pediatría
- Urología
- Nefrología
- Dermatología
- Asma y Alergia
- Endocrinología
- Neumología
- Epilepsia
- Neuropsiquiatría
- Servicios de Enfermería (curaciones, control de presión arterial, vacunaciones, inyectables).

En el hospital oftalmológico semanalmente se coordinan para todo el territorio nacional, grupos de pesquisas, que detectan población con patologías que puedan ser tratadas en el hospital.
Los pacientes del interior del país, son alojados en el Centro Tarará Prado el día anterior a su intervención y en las 24 horas posteriores a la misma. El traslado de estos pacientes, entre el Hospital Saint Bois, el Centro Tarará Prado y la Terminal Tres Cruces, lo realiza la empresa Unión Cooperativa Obrera del Transporte, en el marco del convenio firmado entre esta y Administración de los Servicios de Salud del Estado.
El centro de alojamiento asistido llamado  "Tarará Prado", su nombre hace referencia a la localidad cubana del mismo nombre, lugar en donde se alojaron la mayoría de los uruguayos operados en la isla en el marco de la Operación Milagro y Prado corresponde al barrio montevideano donde se ubica dicho Centro.

## Autoridades
| Periodo                           |             |
| --------------------------------- | ----------- |
| Dra. Soledad Olivera              | 2021        |
| Dirección del Hospital José Martí | Periodo     |
| Dra. Sandra Medina                | 2020 - 2021 |

La dirección del Centro Hospitalario está a cargo de la licenciada Laura Molina, y la Dirección del Hospital General a cargo de la doctora Valeria Lavié.

## Transporte
En la entrada al hospital existe una terminal de ómnibus en la cual llegan las siguientes líneas: 
| Línea     | Destino                                             | Empresa                                                     |
| --------- | --------------------------------------------------- | ----------------------------------------------------------- |
| Línea 409 | Plaza España- Templo Inglés / Hospital Saint Bois   | Cooperativa de Obreros y Empleados del Transporte Colectivo |
| Línea 329 | Desde y Hacia Punta Carretas                        | Unión Cooperativa Obrera del Transporte                     |
| Línea 174 | Desde y Hacia Punta Carretas                        | Compañía Uruguaya de Transporte Colectivos S A              |
| Línea 2   | Portones Shopping / Sanatorio (Hospital Saint Bois) | Cooperativa de Obreros y Empleados del Transporte Colectivo |
| Línea L7  | Desde y Hacia Terminal Cerro                        | Cooperativa de Obreros y Empleados del Transporte Colectivo |
| Línea G10 | Desde y Hacia Terminal Colón                        | Compañía Uruguaya de Transporte Colectivos S A              |